# Tosse
Tosse (okzitanisch Tòssa) ist eine französische Gemeinde mit 3.455 Einwohnern (Stand: 1. Januar 2022) im Département Landes in der Region Nouvelle-Aquitaine. Sie gehört zum Arrondissement Dax und zum Kanton Marensin-Sud. Die Einwohner werden Toussais genannt.

## Geographie
Die Gemeinde Tosse liegt etwa 20 Kilometer westlich von Dax, 23 Kilometer nordnordöstlich von Bayonne und etwa Kilometer östlich der Atlantikküste. Umgeben wird Tosse von den Nachbargemeinden Soustons im Norden, Saint-Geours-de-Maremne im Osten, Saint-Vincent-de-Tyrosse im Südosten und Süden, Saubion im Süden und Südwesten sowie Seignosse im Westen.

## Bevölkerungsentwicklung
| Jahr                       | 1962 | 1968 | 1975 | 1982 | 1990 | 1999 | 2006 | 2013 | 2021 |
| -------------------------- | ---- | ---- | ---- | ---- | ---- | ---- | ---- | ---- | ---- |
| Einwohner                  | 996  | 1027 | 1163 | 1280 | 1307 | 1679 | 2084 | 2426 | 3348 |
| Quellen: Cassini und INSEE |      |      |      |      |      |      |      |      |      |

## Sehenswürdigkeiten
- Kirche Saint-Sever, im 12. Jahrhundert als romanisch-byzantinischer Kirchbau errichtet, seit 1928 Monument historique
- „Schwarzer“ und „Weißer See“ (Étang Noir, Étang Blanc)
- Wasserturm

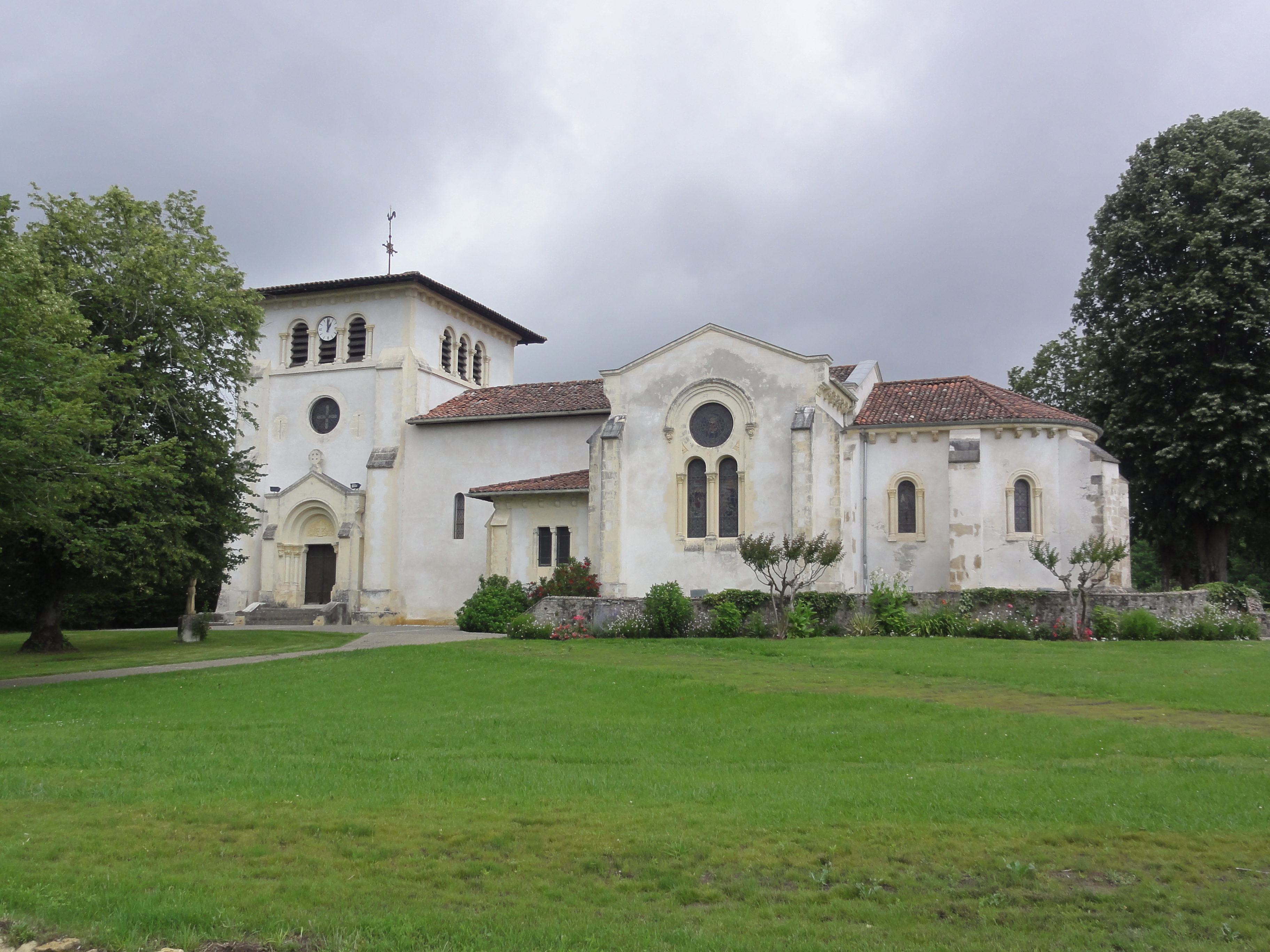
Kirche Saint-Sever
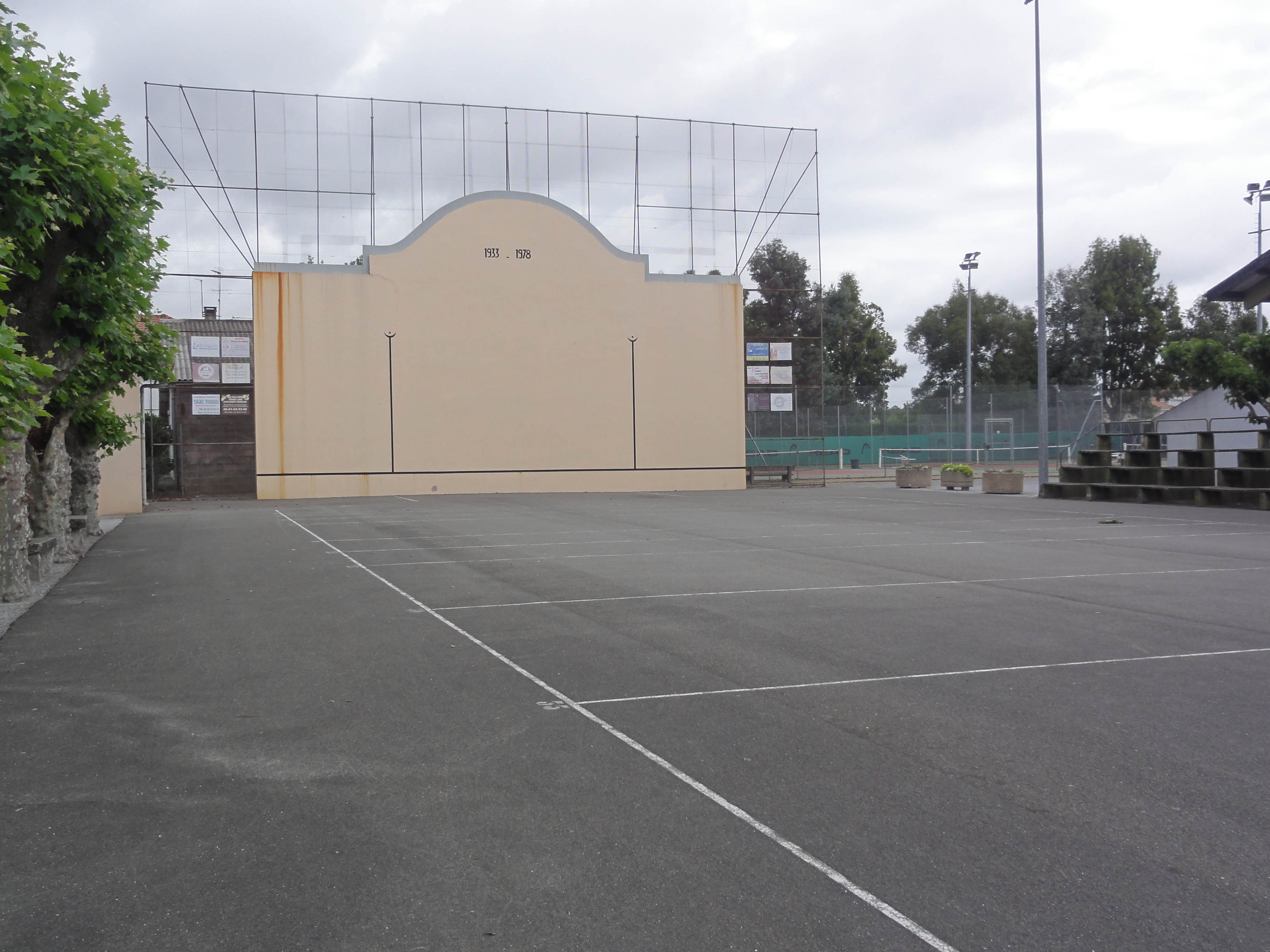
Frontón
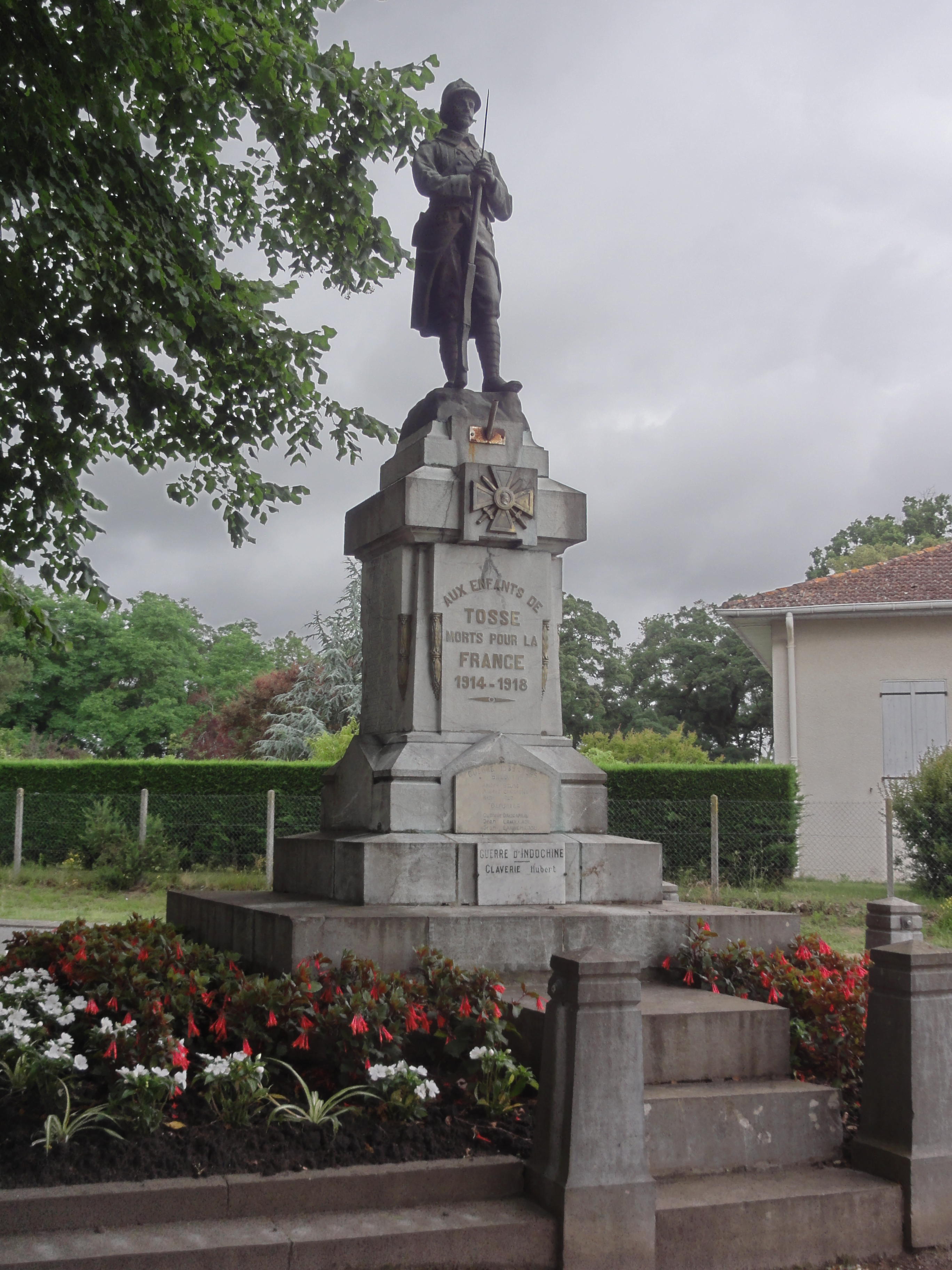
Gefallenendenkmal